# Freeby
 (octobre 2023).
Freeby est une paroisse civile et un village du Leicestershire, en Angleterre.